# Curubis sipeki
Curubis sipeki är en spindelart som beskrevs av Dobroruka 2004. Curubis sipeki ingår i släktet Curubis och familjen hoppspindlar. Inga underarter finns listade i Catalogue of Life.